# فیلیپ دیبویگ
فیلیپ دیبویگ (انگلیسی: Philip H. Dybvig؛ زادهٔ ۲۲ مهٔ ۱۹۵۵) اقتصاددان و استاد دانشگاه اهل ایالات متحده آمریکا است. وی در دانشگاه واشینگتن در سنت لوئیس اشتغال دارد.
وی همچنین به همراه بن برننکی و داگلاس دایاموند برای پژوهش در زمینه «بانک‌ها و بحران مالی» برندهٔ جایزه یادبود نوبل علوم اقتصادی در سال ۲۰۲۲ شده‌است.